# Тур Селангора
Тур Селангора (фр. Tour de Selangor) — шоссейная многодневная велогонка, проходящая в Малайзии. Входит в календарь Азиатского тура UCI.

## История
Впервые гонка прошла в октябре 2017 году. На следующий год не проводилась. В 2019 году гонка состоялась снова, но уже в конце декабря.
Маршрут гонки проходит в районе города Шах-Алам, расположенного в штате Селангор и состоит из 5 этапов. Входит в календарь UCI Asia Tour с категорией 2.2.

## Призёры
| Год                 | Победитель            | Второй                     | Третий          |
| ------------------- | --------------------- | -------------------------- | --------------- |
| 2017                | Мухаммед Завави Азман | Ник Мохамад Азман Зулкифли | Рёхэи Комори    |
| 2018 не проводилась |                       |                            |                 |
| 2019                | Маркус Кюлей          | Лоик Дестрьяк              | Сотаро Ватанабе |